# Uhingen
Uhingen là một thị trấn ở huyện Göppingen ở Baden-Württemberg ở miền nam Đức. Đô thị này có diện tích 24,79 km², dân số thời điểm 31 tháng 12 năm 2020 là 14.479 người. Thị trấn này nằm bên sông Fils, 5km về phía tây Göppingen.